# Android Apple Pie
La primera versión del sistema operativo Android se llamó Android 1.0 Apple Pie y se  presentó como un sistema operativo móvil totalmente gratuito y Open Source a diferencia de iOS.Pero este aún no integraba Bluetooth (No lo hubo hasta la versión 2.2, llamada Froyo) por lo que fue revolucionario pero algo decepcionante.
Desarrollado sobre el kernel de Linux 2.6, los primeros terminales con Android estarían disponibles durante el segundo trimestre del año 2008. Google realizó su propia presentación oficial del SDK el 23 de septiembre. La primera versión comercial tenía mucho margen de mejora y apenas inquietó a la competencia, pero ya introducía algunos conceptos que años después son un estándar de los sistemas operativos móviles:
- Menú desplegable de notificaciones
- Widgets de escritorio
- Android Market, la tienda de apps (no contaba con ningún sistema de pago para usuarios. Todo el catálogo era gratuito)
- Integración con Google Mail, Contacts y Calendar
- Navegador, Maps, Google Talk, reproductor de YouTube y soporte para cámaras.